# Carretera Estatal de Texas 225
La Carretera Estatal 225 o State Highway 225, o SH 225, es una autovía de sentido este/oeste en el área de Houston entre la Interestatal 610 Loop en Houston y la Carretera Estatal 146 en La Porte. La carretera es conocida por La Porte Freeway excepto en Pasadena donde se llama Pasadena Freeway. La autovía pasa por varias refinerías, plantas químicas y fábricas al pasar por Pasadena y Deer Park.
- Datos: Q2504113
- Multimedia: Texas State Highway 225 / Q2504113